# Dražen Vrh, Šentilj
Dražen Vrh este o localitate din comuna Šentilj, Slovenia, cu o populație de 140 de locuitori.